# Hybomitra rhombica
Hybomitra rhombica är en tvåvingeart som först beskrevs av Osten Sacken 1876.  Hybomitra rhombica ingår i släktet Hybomitra och familjen bromsar. Inga underarter finns listade i Catalogue of Life.